# Ingenting för ingenting
"Ingenting för ingenting" är en sång från 1991 skriven av Pugh Rogefeldt. Den finns med på Rogefeldts album Människors hantverk (1991), men utgavs också som singel samma år.
Singeln tog sig inte in på den svenska singellistan och inte heller på Svensktoppen. På "Besökaren" medverkar The Boppers. "Ingenting för ingenting" har senare utgivits på samlingsalbumet Pughs bästa (2003) samt ytterligare samlingsalbum av blandade artister.

## Låtlista
Där inget annat anges är låtarna skrivna av Rogefeldt.

### 7"
1. "Ingenting för ingenting" – 2:46
2. "Besökaren" – 3:26

### CD
1. "Ingenting för ingenting"
2. "Besökaren"
3. "Långsamma timmar" (Rogefeldt, Ted Andersson)

### Fotnoter
1. 1 2 3  ”"Ingenting för ingenting"”. Svensk mediedatabas. http://smdb.kb.se/catalog/search?q=pugh+rogefeldt+ingenting+f%C3%B6r+ingenting&sort=OLDEST. Läst 19 januari 2013.
2. ↑  ”"Ingenting för ingenting"”. Hitparad. http://hitparad.se/showitem.asp?interpret=Pugh+Rogefeldt&titel=Snart+kommer+det+en+vind&cat=s. Läst 19 januari 2013.
3. ↑  ”Svensktoppen 1991”. Sveriges Radio. http://sverigesradio.se/diverse/appdata/isidor/files/2023/3487.txt. Läst 19 januari 2013.